# Étienne Maurice Gérard
Étienne Maurice Gérard (ur. 4 kwietnia 1773 w Damvillers, zm. 17 kwietnia 1852 w Paryżu) – francuski żołnierz i polityk; oficer w stopniu generała armii, marszałek Francji; minister wojny w 1830 i 1834, premier w 1834, par Francji w 1808–1834; arystokrata, w 1808–1809 baron, następnie w 1809–1834 hrabia Gérard.
Gérard walczył w 1794 jako ochotnik w Armii Północnej pod Fleurus. Został kapitanem i adiutantem króla szwedzkiego Karola IV Jana Bernadotte i służył pod jego rozkazami nad Renem i we Włoszech.
W stopniu podpułkownika wziął udział w bitwie pod Austerlitz. jako generał brygady zorganizował w 1806] wyprawę i wykazał się jako szef sztabu generalnego 9. Korpusu Armijnego w bitwie pod Wagram, a następnie w Hiszpanii.
Walczył również pod Smoleńskiem i nad Berezyną. Pod Montereau zastąpił nieudolnie działającego marszałka Victora, dowodząc XI Korpus Wielkiej Armii.
Étienne Maurice zmarł 17 kwietnia 1852 w Paryżu i spoczął na cmentarzu Villers-Saint-Paul. Został upamiętniony m.in. dwoma pomnikami: w Damvillers (1855) i Paryżu (1856).

## Odznaczenia
- kawaler Legii Honorowej (25 marca 1804), oficer (14 czerwca 1804), komandor (27 lipca 1806), wielki oficer (18 grudnia 1813), Krzyż Wielki (29 lipca 1814)
- kawaler Orderu Maksymiliana Józefa (6 kwietnia 1806)
- kawaler Orderu Danebroga (25 listopada 1808)
- Krzyż Wielki Orderu Zjednoczenia (3 kwietnia 1813)
- kawaler Orderu św. Ludwika (1 czerwca 1814)
- komandor Krzyża Wielkiego Orderu Miecza (30 kwietnia 1814)
- Wielka Wstęga Orderu Leopolda (19 listopada 1832)
- komandor Orderu Serafinów (9 grudnia 1836)

## Życie prywatne
10 sierpnia 1816 w Brukseli poślubił Louise Rose Aimé de Timbrune-Thiembrone (1789–1860), córkę gen. Jean-Baptiste’a Cyrusa de Timbrune-Thiembronne (1757–1822), hrabiego Valence, i jego żony Edmée Nicole Pulchérie Brûlart (1764–po 1822), hrabianki de Genlis. Z małżeństwa pochodzi troje dzieci:
- Georges Cyrus Étienne (1818–1841), dyplomata, sekretarz ambasady w Konstantynopolu,
- Louis Maurice Fortuné (1819–1880), 1852–1880 tytularny hrabia Gérard, pułkownik kawalerii,
- Nicole Etiennette Félicité (1822–1845) ⚭ płk Arnulf Olivier Desmier (1811–1848), hrabia d'Archiac.